# Miguel Jerónimo de Molina
Miguel Jerónimo de Molina y Aragonés (ur. 7 października 1638 w Fortanete, zm. 31 sierpnia 1698) – hiszpański zakonnik, biskup Malty w latach 1678–1682, a 1682–1698 biskup Lleidy w Katalonii.

## Życiorys
Molina urodził się 7 października 1638 r. w Fortanete w Aragonii. Syn Juana Antonia Molina y Tonda i Margarity Aragonés. Ojciec był notariuszem. 5 marca 1662 roku przyjął święcenia kapłańskie w Zakonie Rycerzy Szpitalnych. Był przeorem w Sanktuarium Matki Bożej w Villel (Fuensanta Nuestra Señora de la Fuensanta w Villel), opatem w Alcolea (Saragossa), inkwizytorem w Barcelonie.
18 kwietnia 1678 roku Innocenty XI mianował go biskupem Malty. Konsekrowany 24 kwietnia przez kardynała Carlo Pio di Savoia Jako biskup Malty utworzył dwie nowe parafie na Gozo: w Xewkija (27 listopada 1678) i w Għarb (29 sierpnia 1679).
W dniu 25 maja 1682 roku został mianowany biskupem Lleidy w Katalonii. Zmarł 31 sierpnia 1698 w wieku 59 lat. 